# روشن مامادوف
روفشان راجيف مامادوف (بالأذرية: Rövşən Məmmədov)‏ ولد في آقستافا في 16 يونيو 1979، هو صحفي أذربيجاني ورئيس شركة أذربيجان للبث التلفزيوني والإذاعي المساهمة المقفلة.

## حياته وأنشطته
ولد روفشان مامادوف عام 1979 في آقستافا. درس في كلية الصحافة في جامعة باكو الحكومية من 1996 - 2000.
قبل AzTV، عمل روفشان مامادوف في Lider TV و Ictimai TV. كما قام بالتدريس في جامعة باكو السلافية وجامعة باكو الأوراسية وأكاديمية الإدارة العامة، وهو مؤلف للعديد من الكتب المدرسية.
بدأ مامادوف حياته المهنيّة كمراسل رياضي في Lider TV لسنوات عديدة. عمل لاحقًا كمراسل ومعلق رياضي. في عام 2010، كان رئيسا لقسم الرياضة في التلفزيون نفسه.
استقال روفشان مامادوف من قناة Lider TV في عام 2015 وواصل أنشطته وعمله في المجال السياسي. استضاف برامج «نبض اليوم» و«القضية الرئيسية» و«الأسبوع» على قناة AzTV، ثم عُين مديرًا لاستوديو «البرامج الاجتماعية والسياسية والأخبار الأجنبية» في محطة البث الإذاعي والتليفزيونية الأذربيجانية. في 15 يناير 2019، أصبح رئيس شركة أذربيجان للبث التلفزيوني والإذاعي المساهمة المقفلة.

## تعليمه
- 1985-1996 - المدرسة الثانوية رقم 24 في مدينة سومقاييت.
- 1996-2000 - بكالوريوس من كلية الصحافة من جامعة باكو الحكومية.
- 2000-2002 - ماجستير من جامعة باكو الحكومية، كلية الصحافة، قسم الصحافة الدولية.
- 2003-2006 - دراسات عليا من جامعة باكو الحكومية، كلية الصحافة، قسم النظرية والتطبيق الصحفي.
- 2009-2016 - دكتوراه من جامعة باكو السلافية، قسم فقه اللغة والصحافة.

## أنشطته العلمية
كتبه
- الشتات الأذربيجاني والصحافة الوطنية، باكو، 2004
- الشتات الأذربيجاني في أوروبا، باكو، 2013
- الصحفي الرائد، باكو، 2013

## مقالاته العلمية
في أذربيجان
1. مطبعة الشتات الأذربيجاني في ألمانيا («لغة الأم»، «صوت أذربيجان»، «سافالان»، «الحار» و «موقد»)، المجلة العلمية النظرية الدولية «اللغة والأدب»، ISSN 2218-7588، №2 (78)،2011، ص 343-346
2. وكالات صحافة الهجرة في أوروبا: برنامجها وموضوعها وأهدافها وأهدافها، «المشكلات الفعلية لدراسة العلوم الإنسانية»، ISSN 2221-8432، № 2، 2012، ص. 310-314
3. تاريخ تأسيس الشتات الأذربيجاني في أوروبا، المجلة العلمية النظرية الدولية «اللغة والأدب»، ISSN 2218-7588، №5 (76)، 2010، ص 330-332
4. البيئة الاجتماعية والسياسية والأحداث التاريخية التي استلزمت تأسيس الشتات الأذربيجاني في أوروبا، ومراحل تكوين الشتات، المجلة العلمية النظرية الدولية «اللغة والأدب»، ISSN 2218-7588، №1 (77)، 2011، ص. 286-289
5. النشاط الأيديولوجي للشتات الأذربيجاني في ألمانيا: مشاكل ووجهات نظر، «مجلة جامعة قوقاز»، ISSN 1302-6763، 31، 2011، ص. 124-132
6. أهمية الصداقة الأذربيجانية التركية من حيث تكوين الشتات، «الأخبار العلمية» لجامعة كنجه الحكومية، № 1، 2011، ص. 66-70
7. وسائل إعلام الشتات المنشورة في بلجيكا وإسبانيا، إستراتيجية نشاطها ودورها في تكوين القيم الوطنية، «القضايا اللغوية»، ISSN 2224-9257، №7، 2012، ص 381-385
8. دور وسائط الإعلام في الشتات في تشكيل وتطوير الأيديولوجية الوطنية («نداء الوطن»، «أذربيجانيون في روسيا»، «صوت أذربيجان»، «أذربيجان»، «مؤتمر أذربيجان») المجلة العلمية النظرية الدولية «اللغة والأدب»، ISSN 2219-5513، №3 (83)، 2012، ص 305-307
9. العلاقات مع الشتات، العلاقات بين الدولة والشتات، «الأخبار العلمية» لأكاديمية ناخيتشيفان الوطنية للعلوم، ISSN 2218-4783، المجلد 8، 1، 2012، ص 68-73
10. القضايا الأيديولوجية، دور صحافة الشتات في تشكيل الفكر القومي، «قضايا فلسفية»، ISSN 0704-6006,3، 2011، ص 248-253
11. الصحافة الأذربيجانية في الشتات في مجتمع المعلومات العالمي، "Garapapaqlar"، ISSN 1987-6769، №3 (67)، مارس 2013، ص. 14-19 (جورجيا)
12. المكونات الرئيسية للأيديولوجية الوطنية، تاريخ أيديولوجية أذربيجان، «الأخبار العلمية» لجامعة أذربيجان للغات، №1، 2013، ص. 180-184
13. الأنشطة والمبادئ التوجيهية لجمهورية أذربيجان في اتجاه بناء الشتات في العصر الحديث، «القضايا اللغوية»، ISSN 0704-6006، №2، 2011، ص 324-330
14. مشاكل إعلام الشتات الحديث وطرق حلها، «مجلة جامعة قفقاز»ISSN 1302-6763، № 34، 2012، ص 58-64
15. الفترة الحديثة في الشتات الأذربيجاني في بريطانيا، «قضايا فلسفية»، ISSN 0704-6006، №7، 2011، ص 342-348
16. مشكلة اللغة في إعلام الشتات المنشورة في الدول الأوروبية الحديثة، «قضايا فلسفية»، ISSN 2224-9257، №3، 2012، ص 205-211
17. الشتات الأذربيجاني في فرنسا، جامعة سومغايت الحكومية، قسم الأخبار العلمية، ISSN 1680-1245، المجلد 8، -1، 2012، ص 63-66
18. صحافة الشتات في أوروبا الحديثة، ("News euro news"، "Dada Gorgud"، "World Azerbaijanis" Magazines)، "Scientific News" Department of Sumgayit State University، ISSN 1680-1245، vol 8، №4، 2012، p. 33 -37
19. وسائل الإعلام الأذربيجانية في الشتات في تركيا وبريطانيا العظمى وفرنسا خلال سنوات الاستقلال (1991-2010)، "Journal of Qafqaz University"، ISSN 1302-6763، № 33، 2012، الصفحات 107-114
20. وسائل إعلام الشتات الخاصة المنشورة في ألمانيا خلال سنوات الاستقلال، واستراتيجية نشاطها وجغرافيا البث، «المشاكل الفعلية لدراسة العلوم الإنسانية»، ISSN 2221-8432، № 2، 2011، ص. 86-93

خارج أذربيجان
1. التغييرات والاستمرار في مفهوم الشتات: النقاشات النظرية ووجهات النظر في الأوساط الأكاديمية والإعلامية ما بعد الاتحاد السوفيتي. المجلة الأمريكية للقانون الدولي، عامل التأثير الحالي 1.05. تصنيفات عامل التأثير. ص. 117 (الولايات المتحدة الأمريكية)
2. مشكلة ناغورني كاراباخ وأذربيجان في الشتات، «وجهات نظر العلوم»، ISSN 2077-6810، العدد 3 (42)، تامبوف 2013، ص 66-69 (روسيا)
3. دور وأهمية مؤتمر الأذربيجانيين العالميين في بناء الشتات، المجلة العلمية والاجتماعية - السياسية «الإثنوزيوم» والثقافة العرقية، ISSN 2072-3091، العدد 4 (58)، موسكو 2013، الصفحات 176-180 (روسيا)
4. جغرافيا توزيع أعضاء الشتات الأذربيجاني، والتي تتميز بنشاطها النشط في أوروبا، "PHILOLOGICHI HAUKI"، ISSN 2075-1486، العدد 13، بولتافا 2013، ص 40-45 (أوكراينا)

## المؤتمرات العلمية الدولية
1. «حيدر علييف والشتات الاذربيجاني» المشاكل الحالية للدراسات الاذربيجانية، المؤتمر العلمي الدولي الثاني المخصص للذكرى الثامنة والثمانين للزعيم الوطني حيدر علييف، الجزء الثاني، باكو - كنجا، 4-7 مايو 2011، ص. 139-146
2. «الهجرة ودور إعلام الشتات في تشكيل الشتات الأذربيجاني»، «المشاكل الفعلية للدراسات الأذربيجانية»، المؤتمر العلمي الدولي الثالث المخصص للذكرى 89 للزعيم الوطني حيدر علييف، باكو، 2-5 مايو 2012، ص. 460-463
3. «دور الإعلام وأهميته في بناء العلاقات الدولية بين المغتربين»، منتدى باكو الدولي الإنساني الثاني، 4-5 تشرين الأول (أكتوبر) 2012.
4. «دور وسائل الإعلام المطبوعة للشتات في تعزيز التاريخ والقيم الوطنية - الروحية لأذربيجان»، المؤتمر العلمي الدولي الثاني «اللغة والثقافة»، كوتايسي - 2013، ص 273-277 (جورجيا)

## أعماله
في الصحافة
- 2000-2015 Lider TV وإذاعة أذربيجان
- رئيس مكتب تحرير الرياضة والوطنية
- رئيس مركز التدريب «ليدر»
- مذيع الأخبار الرياضية
- مقدم البرنامج الحواري «سيشيم»

في علم أصول التدريس
- 2006-2010 محاضر أول في جامعة باكو أوراسية
- 2010-2013 أستاذ مشارك في جامعة باكو أذربيجان
- 2007-2016 أستاذ مشارك في جامعة باكو السلافية
- 2018 - الآن جامعة ولاية باكو
- 2018 - الآن أكاديمية الإدارة العامة برئاسة رئيس جمهورية أذربيجان

قائمة المواد التي درّسها في الجامعات
- أساسيات الصحافة الإذاعية والتلفزيونية
- أمن المعلومات
- صحافة الشتات (مادة اختيارية)
- أخلاقيات الصحافة
- ثقافة الخطاب الصحفي
- خصائص مقدم الراديو والتلفزيون (مادة اختيارية)
- الصحافة الرياضية (مادة اختيارية)

## الجوائز
في 20 يوليو 2015، حصل روفشان مامادوف على وسام التقدم تقديراً لخدماته في تطوير وسائل الإعلام في جمهورية أذربيجان